# Peugeot Pick Up
Il Peugeot Pick Up è un'autovettura di tipo pick-up di grossa taglia prodotto a partire dal 2017  dalla Casa francese Peugeot per i mercati africani, in particolar modo del Nordafrica e dei paesi immediatamente limitrofi.

## Storia e profilo

### Nascita del modello
Si tratta di un veicolo concepito per lo più per utilizzi gravosi in zone dai climi difficili e dalle strade spesso impervie, economico sia all'acquisto che nei costi di esercizio. Il Pick Up nacque da una joint-venture tra la Peugeot, la cinese Dongfeng (con cui la casa francese è comunque in collaborazione da diversi anni) e la giapponese Nissan. Quest'ultima aveva fornito alla Dongfeng già da alcuni anni i pianali e la meccanica del Nissan Navara di fine anni '90, previo accordo fra le due parti, allo scopo di permettere all'azienda cinese la produzione a basso costo di un pick-up per il mercato interno. Tale pick-up venne lanciato sul mercato cinese nel 1999 con il nome di ZNA Rich (dove la sigla ZN sta per Zhengzhou Nissan Automobiles, a sottolineare l'importante presenza della casa giapponese in tutta questa operazione commerciale). Quando nel 2014 il Rich arrivò alla sua seconda generazione, nota anche come Rich II, la casa francese si interessò alla possibilità di sfruttare la joint-venture con Dongfeng per ottenere a sua volta la licenza di fabbricazione di questo pick-up con il marchio del Leone Rampante. Ma non in Cina, bensì in Tunisia: la Peugeot intendeva infatti ritornare nel settore dei pick-up, che in Africa ha sempre rappresentato una grossa fetta di mercato e che negli anni passati aveva visto proprio la Peugeot come una delle case commercialmente più attive nella zona del Nordafrica e dei Paesi immediatamente limitrofi, come ad esempio la Nigeria. Fu infatti proprio in Nigeria che nel 2005 cessò la produzione della 504 Pick-up senza che venisse sostituita da alcun altro modello. Decisa a colmare questa lacuna, la Peugeot riuscì così ad avere la possibilità di rimediare e nel settembre 2017 venne lanciato il nuovo modello, prodotto nello stabilimento tunisino STAFIM di El Khadra.

### Caratteristiche

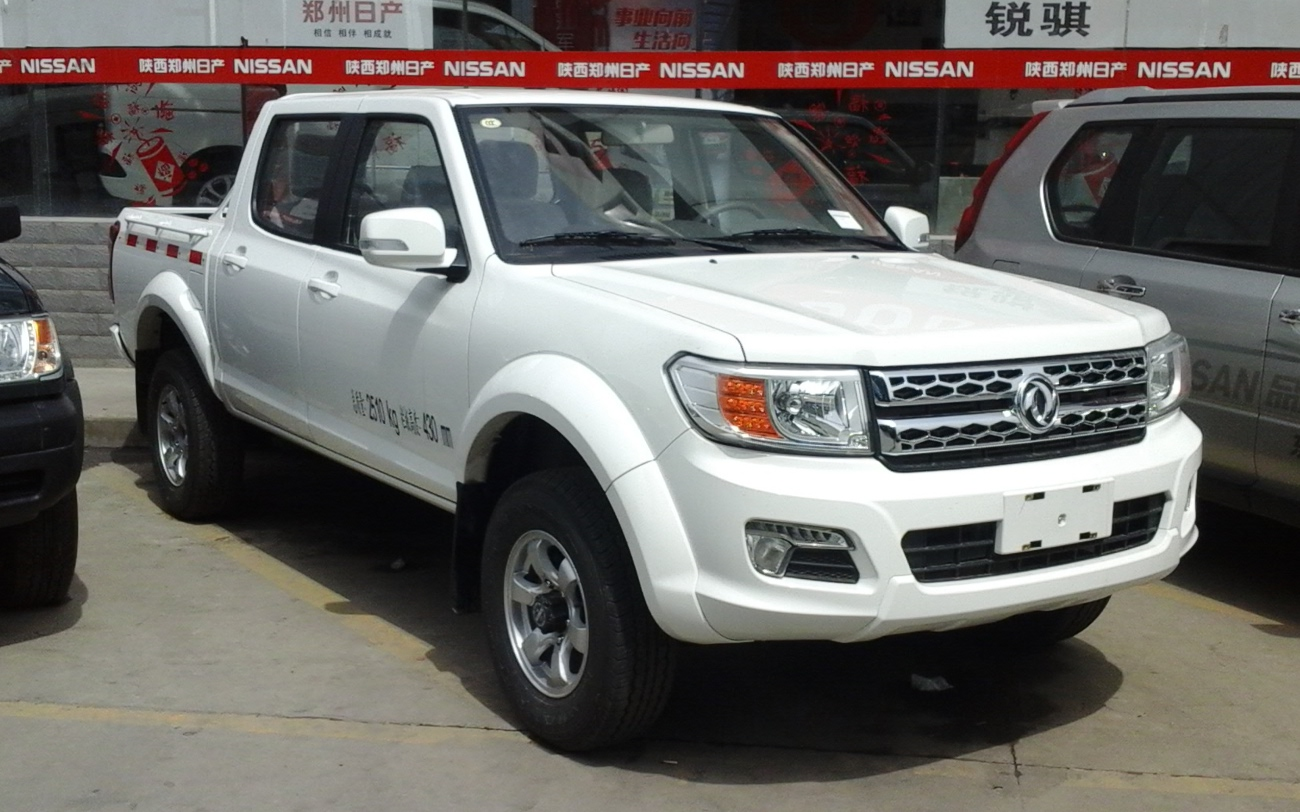
Il pick-up ZNA Rich II, che è servito da base per la realizzazione del Peugeot Pick Up

Il Peugeot Pick Up non è altro che una mera operazione di badge engineering, ossia riproporre un modello già esistente, ma con un altro marchio e solitamente questo modello non subisce modifiche di gran rilievo, salvo il nuovo marchio con cui deve essere commercializzato e, a volte, anche un lieve restyling al frontale. Il Pick Up mantiene così l'architettura del Rich II e più in generale del Nissan Navara di terza generazione da cui trae origine, compresa la scocca e la configurazione della carrozzeria a doppia cabina (anche se la versione cinese è disponibile anche con cabina singola), lo schema meccanico a motore anteriore longitudinale e la possibilità di scegliere fra trazione posteriore o integrale. Il motore utilizzato fa parte della famiglia ZD, è noto agli addetti ai lavori con la sigla ZD25 (o DK4A in Cina) ed è un turbodiesel common rail con cilindrata di 2498 cm³, potenza massima di 115 CV e coppia massima di 280 Nm. Il cambio è manuale a 5 marce. Con un peso a vuoto compreso fra i 16 e i 18 quintali, il motore non può certo garantire un temperamento brillante, pertanto la velocità massima del Peugeot Pick Up non supera i 150 km/h.
Il corpo vettura, dalle dimensioni imponenti, supera di poco i 5 metri di lunghezza e possiede un cassone posteriore lungo 1,40 x 1,39 metri, con una portata massima di 815 kg. Per permettere alla vettura di cavarsela anche su fondi sassosi o comunque difficili, l'altezza da terra è di 21 cm.